# Cubula
La Cubula (detta anche Piccola Cuba) è un piccolo edificio arabo-normanno di Palermo. Si trova dove un tempo scorrevano le acque che alimentavano il lago Alberira ed è situato all'interno del giardino del parco del Genoardo voluto dal re Guglielmo II di Sicilia.

## Descrizione

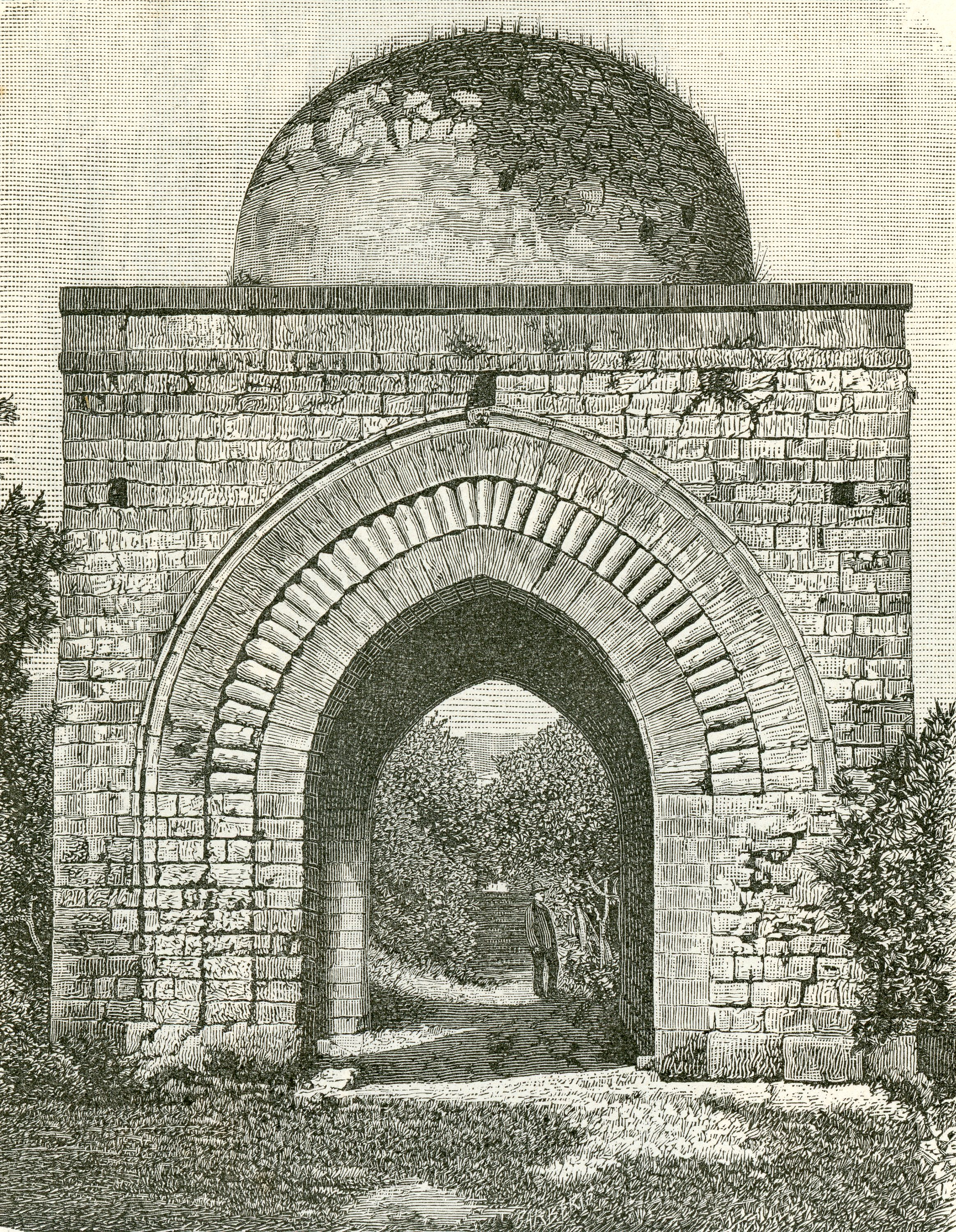
La Cubula (incisione 1892)

È di pianta quadrata con archi a sesto acuto su ogni lato decorati con fasce bugnate e sormontato da una cupola emisferica in stile arabo-normanno nel tipico colore rosso.
Il padiglione, fu realizzato nel 1184 da architetti fatimidi. All'interno del parco reale normanno era possibile ammirare numerosi chioschetti, come la Cuba soprana poi inglobata nel Settecento in Villa Napoli, dimore nobiliari, fontane, laghetti, alberi di ogni specie (soprattutto di agrumi e magnolie), nonché la Cuba. Ecco perché il re aveva scelto per esso il nome di Genoardo che deriva dall'arabo Gennai al ard, ovvero: Paradiso della Terra.
Per la sua particolare ubicazione, così immersa nel verde, la Cubula veniva spesso usata come luogo di riposo dal sovrano e dai suoi ospiti.
Il particolare edificio in pietra tagliata a conci regolari, con i suoi ogivali a tre ghiere leggermente incassate, di cui quella centrale con un caratteristico motivo a rilievo, ricorda nell'aspetto altre chiese del capoluogo siciliano, come ad esempio la Basilica La Magione e la Chiesa di Santo Spirito. Lo stesso motivo lo si ritrova nel frontone della Cattedrale e nel campanile della Chiesa di Santa Maria dell'Ammiraglio.
Il monumento rientra tra quelli in attesa di essere inseriti nell'Itinerario Arabo-Normanno di Palermo, Cefalù e Monreale come Patrimonio dell'Umanità dell'UNESCO, approvato nel 2015.